# Hạ cánh

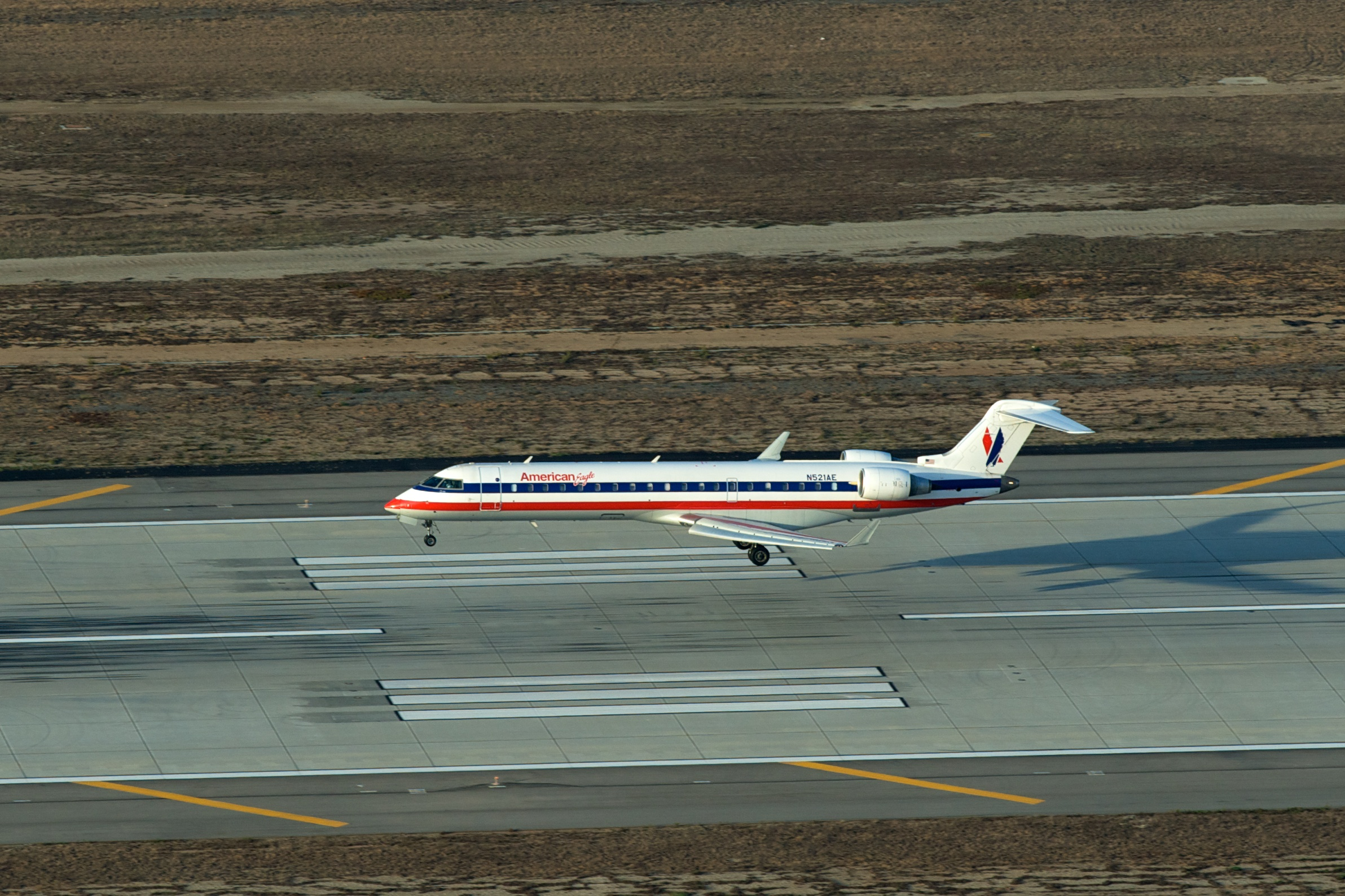
Một máy bay Bombardier CRJ700 tiếp đất

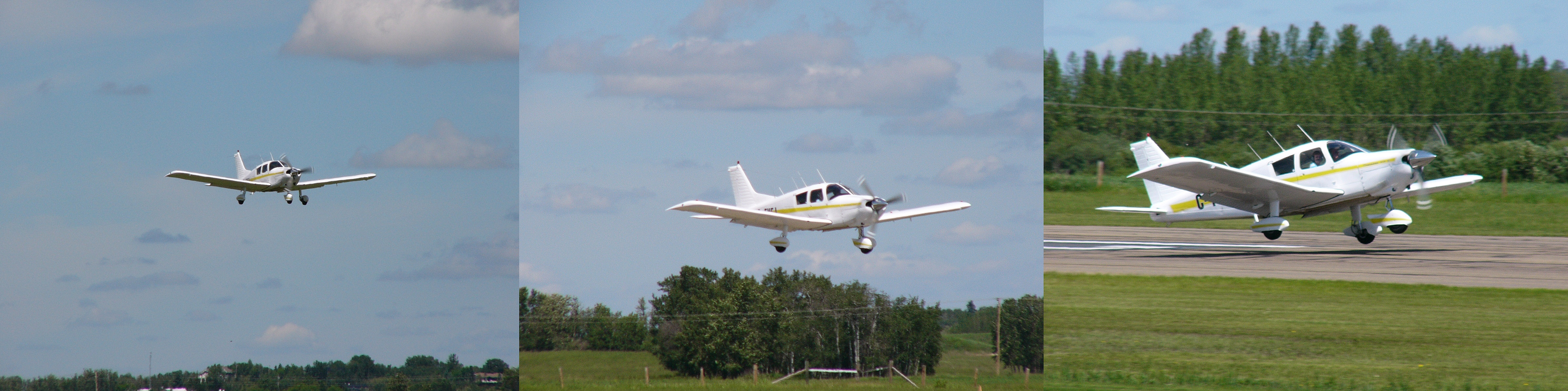
Một chiếc máy bay nhỏ hạ cánh qua 3 bức hình

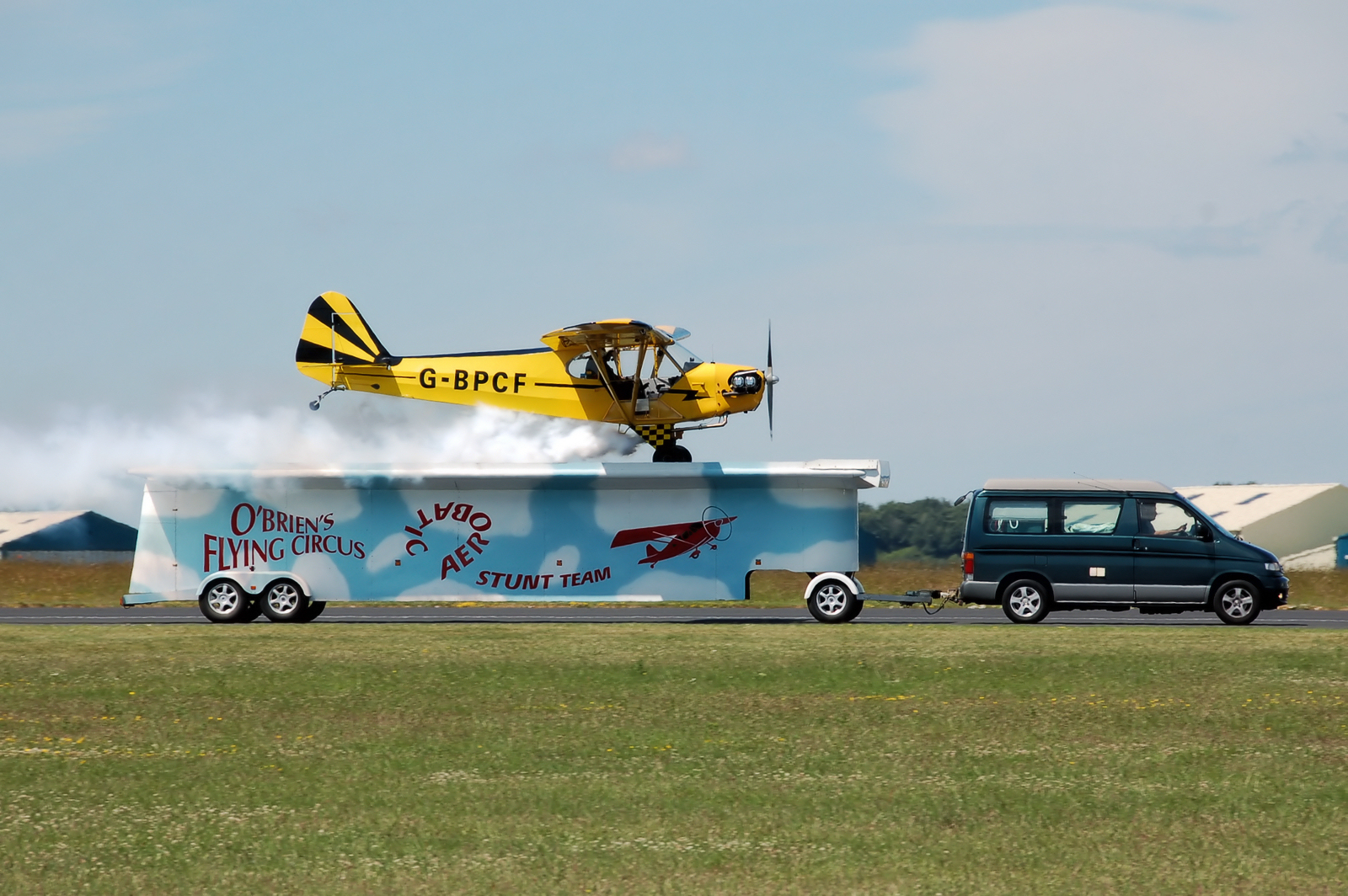
Một chiếc máy bay kĩ thuật đang hạ cánh xuống bãi cỏ

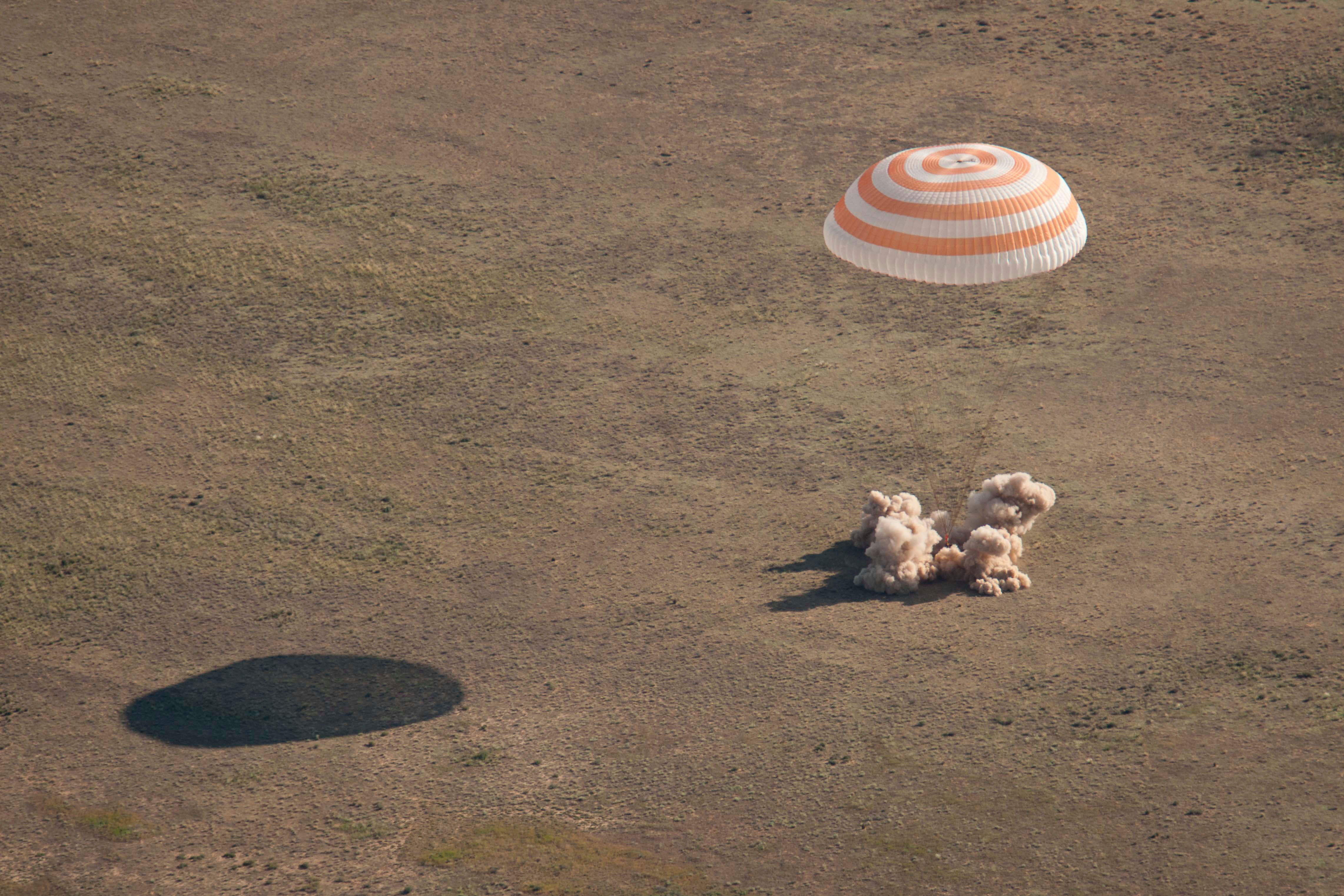
Một trạm đổ bộ đang hạ cánh xuống hành tinh khác bằng dù

Hạ cánh là việc cuối cùng trong một chuyến bay, khi máy bay đang ở trên không trung và tiếp đất tại đường băng của sân bay. Nó trái với cất cánh.

## Nơi hạ cánh
Máy bay thường đáp xuống sân bay trên một đường băng hoặc đối với máy bay trực thăng là tại bệ hạ cánh, nói chung đường băng được xây dựng bằng bê tông nhựa đường, bê tông, sỏi hay cỏ. Ngoài ra các loại máy bay như thủy phi cơ, máy bay đặc biệt,... còn có khả năng hạ cánh trên các đường băng đặc biệt như mặt nước, tuyết,...
Hạ cánh được thực hiện bằng cách làm chậm và giảm dần đến các đường băng. Tốc độ giảm được thực hiện bởi các cánh nâng hay cánh tà.

### Ảnh hưởng bởi yếu tố môi trường
Khi hạ cánh nếu găp các trường hợp mà thời tiết không thuận lợi hay không tốt như có bão, gió mạnh, mưa to, tuyết rơi dày, các phi công sẽ liên lạc với người điều khiển không lưu tại mặt đất để tìm cách giải quyết, giúp máy bay có thể hạ cánh an toàn.

## Dù
Thuật ngữ "hạ cánh" cũng dùng cho việc tiếp đất nhờ sử dụng dù. Thường thì hạ cánh bằng dù được áp dụng cho người nhảy dù, các phi thuyền vũ trụ đổ bộ lên bề mặt các hành tinh khác, ngoài ra khi tàu con thoi hạ cánh, nó cũng sử dụng dù để làm giảm tốc độ.